# 자본 (금융)
금융에서 자본(資本, equity)은 전체 자산에서 채무 등 부채를 제한 부분을 의미한다. 주주지분(株主持分) 등으로도 불리며, 회계에서 자산(assets)에서 부채(liabilities)를 뺌으로서 구해진다.
어떤 자산에 가해진 부채가 그 자산가치를 초과하는 경우 그 차이는 상환부족분으로 간주되고, 그러한 자산은 잠식(underwater) 상태라고 불린다. 한편 정부 재정이나 비영리기관의 경우 자본은 대개 순자산(純資産, net assets, net position)으로 불린다.

## 같이 보기
- 자산
- 부채